# Sybra acuta
Sybra acuta là một loài bọ cánh cứng trong họ Cerambycidae.